# Tikehau
Tikehau és un atol de les Tuamotu, a la Polinèsia Francesa. Administrativament és una comuna associada a la comuna de Rangiroa. Està situat al nord-oest de l'arxipèlag, a 300 km al nord-est de Tahití i a 13 km a l'oest de Rangiroa.

## Geografia
Tikehau és un atol quasi circular de 26 km de diàmetre i d'una amplada entre 300 i 1.000 m, amb un sol pas navegable per a vaixells petits, Tuheiava. La superfície emergida és de 25,8 km² més 28,8 km² d'esculls i 394,3 km² de la llacuna interior. És considerat l'atol amb més peixos de les Tuamotu. Hi abunden rajades, barracudes, tonyines i taurons grisos. També hi ha nombroses colònies d'ocells en els illots aïllats de la llacuna.
|  | Tikehau Rangiroa (39,2 km) Mataiva (62 km) Makatea (92,5 km) |

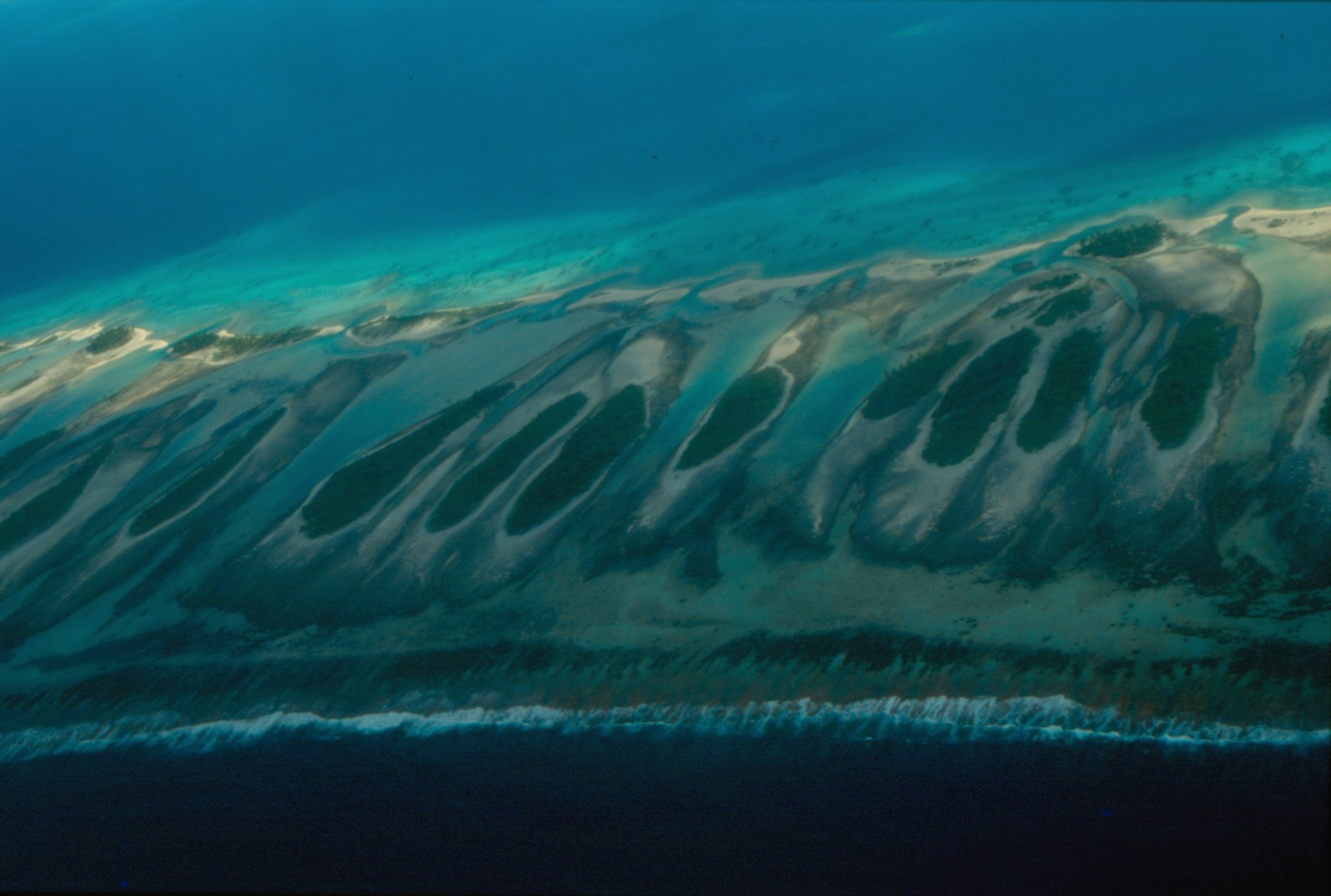
Sud-est de l'atol Tikehau, amb alternança de motus (illots) i hoas (canals). L'oceà és a la part inferior i la llacuna a la part superior.

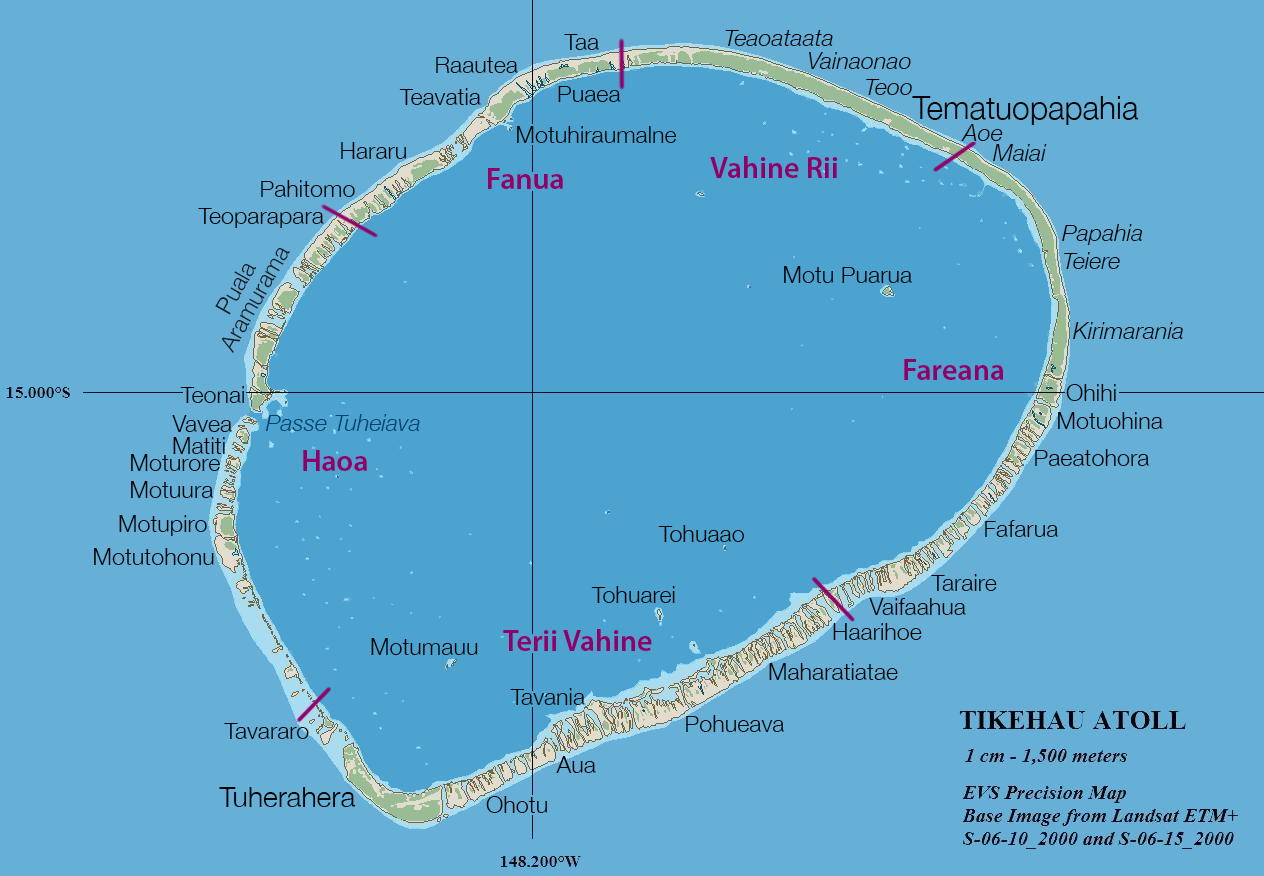
Mapa de Tikehau

L'economia es basa en la recol·lecció de copra, en la pesca que aporten al mercat de Tahití, i en el turisme. La vila principal és Tuherahera i la població total era de 407 habitants al cens del 2002. És remarcable que entre aquesta població reduïda coexisteixin quatre religions: la majoritària sanito, branca dissident dels mormons, i a més protestants, catòlics i adventistes. Disposa d'un aeroport en el mateix illot que la vila principal.

## Història
El nom Tikehau significa «aterratge per la pau», però les llegendes expliquen que és la unió del nom d'un home, Tii, i d'una dona, Hau. Va ser descobert pel rus Otto von Kotzebue, el 24 d'abril del 1816, i el va anomenar en honor del primer explorador rus del Pacífic: Krusenstern.